# 알코나바

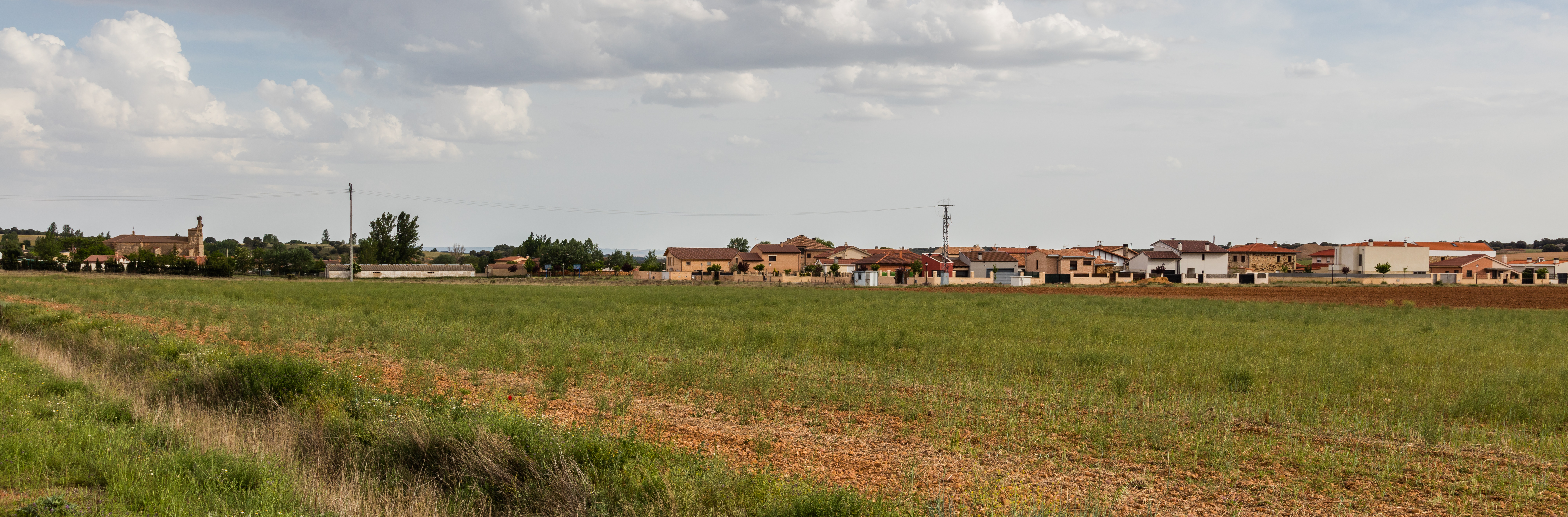

알코나바(Alconaba)는 스페인 카스티야이레온주 소리아도의 지방자치체이다. 총 면적은 52.29제곱 킬로미터이며 인구 수는 2018년 기준으로 189명이다.
현재의 지명은 스페인의 다른 수많은 지명들처럼 '대마'를 의미하는 al-qunnaba라는 아랍어 이름에서 기원한다.